# La Recueja
La Recueja er en by og kommune i det sydøstlige Spanien i provinsen Albacete. Den har et indbyggertal på 221 (2024) indbyggere.